# Waver
Waver je prva izdaja slovenske rock skupine Haiku Garden. Je EP, ki je 12. maja 2016 pri založbi Kapa Records izšel digitalno na spletni glasbeni platformi in trgovini Bandcamp ter fizično v obliki CD-ja (300 izvodov) in kasete (omejena naklada 100 izvodov).
Goran Kompoš je v članku za Radio Študent glasbo z EP-ja žanrsko opredelil: »S specifično senzibilnostjo, songwritingom in zvočno podobo zagotovo bliže tistim izvirnim naukom shoegazea kot poznejšim hibridom. Zaradi hitrejšega tempa, kot smo ga ponavadi  [sic] vajeni od sorodnih bendov, so denimo bliže tisti zgodnejši fazi My Bloody Valentine.«

## Kritični odziv
Ob koncu leta je bil s strani spletne revije Beehype EP izbran za 5. najboljši domačo izdajo leta.

### Priznanja
| objava        | uvrstitev | seznam               |
| ------------- | --------- | -------------------- |
| Radio Študent | 8.        | Naj tolpa bumov 2016 |
| Beehype       | 5.        | Best of 2016         |

## Seznam pesmi
Vse pesmi je napisala skupina Haiku Garden.
| Št.             | Naslov          | Dolžina |
| --------------- | --------------- | ------- |
| 1.              | „Arrival‟       | 1:38    |
| 2.              | „Until Then‟    | 3:50    |
| 3.              | „Mercury‟       | 4:51    |
| 4.              | „Bleached‟      | 4:48    |
| 5.              | „Rosetta‟       | 4:03    |
| Skupna dolžina: | Skupna dolžina: | 19:10   |

## Zasedba
Haiku Garden
- Luka Flegar — vokal, kitara
- Klemen Tehovnik — vokal, kitara, sintesajzer
- Matevž Bitenc — bobni
- Anže Knez — bas kitara, vokal

Tehnično osebje
- Gregor Bajc — snemanje, miksanje
- Jake Reid — mastering (v Ice Station Studiu v Arlingtonu, Virginia)
- Matija Medved — oblikovanje